# Black Moon (grupo)
Black Moon é um grupo de hip-hop do Brooklyn, Nova Iorque.Eles também são membros dos grupos Boot Camp Click e Cocoa Brovaz.O grupo é formado por Buckshot, [Dj Evil Dee]] e 5.Ft
Black Moon estreiou em 1994 com o clássico Enta Da Stage que conteve os sucessos "Who Got Da Drops" que ficou no número 86 na Billboard Hot 100 e "I Got Cha Open (Remix)".A About.com classificou Enta Da Stage como os 100 Maiores Álbuns de Hip-Hop.Enta Da Stage foi o primeiro álbum para a contribuição do ressurgimento da East Coast Hip-Hop e precedu os clássicos Illmatic e Ready to Die.Enta Da Stage já vendeu 350.000 cópias até 2006.Apesar de Enta Da Stage não conseguir alguma certificação de ouro ou platina igual aos álbuns que ressurgiram a East Coast Hip-Hop é considerado clássico.Em 1998 a The Source classificou Enta Da Stage na sua lista dos 100 Greatest Rap Albums alcançando número 12.Em 1996 eles lançaram um álbum de músicas remixadas intitulado Diggin 'In Dah Vaults.O álbum não foi autorizado pelo grupo e isso fez com que o Black Moon entrasse com um processo contra a Nervous Records.Em 1999 eles lançaram War Zone que conteve participações de Mobb Deep, Busta Rhymes entre outros grandes nomes do Hip-Hop.War Zone estreiou no número 35 na Billboard 200 e 9 na Top R&B/Hip Hop Albums se tornando o primeiro álbum do grupo a chegar na Billboard 200.Em 2003 eles lançaram Total Eclipse que chegou no número 47 na Top R&B/Hip Hop Albums.Total Eclipse recebeu críticas boas.Eles também trabalharam com o rapper Tupac Shakur em 1996.